# Standardisierte Notrufabfrage
Eine strukturierte und standardisierte Notrufabfrage ist eine Software, die speziell auf Feuerwehreinsatzzentralen, Rettungsleitstellen und insbesondere auf Integrierte Leitstellen (ILSt) abgestimmt ist.

## Geschichte
Die ersten Gehversuche einer strukturierten Notrufabfrage wurden in den USA gemacht (AMPDS), wo eine derartige systematische Abfrage heute in fast allen Notrufcenters Standard ist. Den Sprung über den Ozean nach Europa hat dieses Programm allerdings nur vereinzelt geschafft, da die Arbeitsweise der Rettungsdienste und Feuerwehr zwischen den USA und Europa grundlegend unterscheiden. Der Versuch, das amerikanische System den Europäern „überzustülpen“ scheiterte mehrfach, nur einzelne Inseln im deutschsprachigen Raum arbeiten heute mit der amerikanischen Version.
Mittlerweile wurden im deutschsprachigen Raum eigene Programme entwickelt (z. B. NOAS-ILS, NoraTec, Notruf Navigator N2), die auf die Bedürfnisse der deutschen und europäischen Rettungsdienste und Feuerwehren abgestimmt sind.
Auch der zunehmend wirtschaftliche Druck auf die Betreiber von Leitstellen macht derartige Programme interessant, da sich die Aus- und Fortbildungszeiten der Disponenten und damit die Kosten reduzieren lassen. Die meist integrierte Qualitätssicherungsmodule ermöglichen eine nachträgliche Kontrolle mit Stichproben durch statistische Auswertungen und dem Abhören der Tonspur des Calltakers.

## Beschreibung
Eine standardisierte Notrufabfrage leistet den ausgebildeten Mitarbeitern/Disponenten in der Leitstelle eine praxisnahe wertvolle Unterstützung, um sie strukturiert, schnell und sicher durch die notwendigen Fragen bei einem Notruf zu leiten. Es sollten auch spezielle Hinweise verfügbar sein, damit der Disponent dem Anrufer über Telefon Anweisungen zur richtigen Verhaltensweise und in lebensbedrohlichen Situationen zur richtigen Erste Hilfe geben kann (z. B. Anleitung zur Herz-Lungen-Wiederbelebung).
Gerade in schwierigen Situationen ist so sichergestellt, dass keine wichtigen Informationen vergessen werden, ohne den Disponenten in seiner Qualifikation einzuschränken. Somit erfüllt es die Anforderungen von deutschen und europäischen Leitstellen an Flexibilität und Sicherheit. Die ärztlichen Leiter Rettungsdienst können so im Vorfeld die notwendigen Weichen für die adäquate Versorgung der Notfallpatienten stellen und die standardisierten Notrufabfrageergebnisse in Eigenverantwortung auf ihre regionalen Bedürfnisse anpassen.
Durch die verfügbare Mehrsprachigkeit leistet es für die Anwender in einer Leitstelle einen sehr wertvollen Beitrag zur Unterstützung im Zuge der zunehmenden Globalisierung und Migration von Menschen unterschiedlicher Herkunft. Es existieren spezielle Abfragebäume (Kantonspolizei St. Gallen, Schweiz), die nur aus ca. 60 Fragen bestehen und mehrheitlich geschlossen sind, damit weder der Calltaker noch der Hilfesuchende umfassend der englischen Sprache bemächtigt sein müssen. Andere Einsatzzentralen wie Schutz und Rettung Zürich pflegen Abfragebäume mit über 1400 Fragen.
Mit der standardisierten Abfrage und der erst daraus möglichen tatsächlichen Auswertung der Notrufabfrageergebnisse ist ein effizientes Qualitätsmanagementsystem in den Leitstellen möglich. Die Vergleichbarkeit von Abfrageergebnissen mit tatsächlichem Einsatzgeschehen schafft auch für die Kostenträger und die immer schwierigere Ressourcenplanung die notwendige Transparenz.

## Ablauf
Die Notrufabfrage ist ein Hilfsmittel, das eine skript-gestützte algorithmische Abfrage des Notrufgespräches für den Anwender (Disponenten) ermöglicht.
Am Ende der erfolgreich durchlaufenen Notrufabfrage mit den logischen Schlüsselfragen stehen eindeutige Einsatz-Codes („Diagnosen bzw. Meldeergebnisse, Schlagworte“), die automatisiert nach einer Logikprüfung an das Einsatzleitsystem zur weiteren Disposition übergeben werden.
Anschließend an die Disposition kann die automatische Alarmierung der benötigten Rettungsmittel per Button erfolgen, was Datenübertragungsfehler ausschließt und eine effiziente Alarmierung sichert. Ohne das Notfallgespräch zu unterbrechen, kann der Disponent nach einem vorgegebenen Modus dem Anrufer Erste-Hilfe-Anweisungen (Rettungsdienst) oder Sicherheits- und Verhaltenshinweise (Feuerwehr) geben.
Durch die vorgegebenen Fragen und den damit verbundenen Antwortmöglichkeiten kann so der Disponent das Notrufgespräch schneller führen. Auch die damit verbundene juristische Absicherung ist für den Betreiber als auch für den Disponenten von erheblicher Bedeutung. Es kann jedoch aufgrund der Antworten auch die Entscheidung getroffen werden, kein Rettungsfahrzeug zu aktivieren und stattdessen den Transport durch Angehörige/Eltern zu empfehlen.